# Apocalipsi siríaca de Baruc
L'Apocalipsi siríaca de Baruc, també coneguda com a Baruc 2, és un llibre pseudo-epígraf jueu, escrit a la darreria del segle i, després de la caiguda de Jerusalem l'any 70 o a principi del segle ii. Va ser traduit al català per l'Associació Bíblica de Catalunya.
Malgrat és considerat apòcrif i tampoc no forma part del  cànon bíblic del judaisme o de les diferents branques del cristianisme, sí que forma part de la Peixitta, la versió siríaca de la Bíblia. Té 87 capítols. La idea que havia sigut escrit per Baruc, és abandonada. N'existeix una traducció molt lliure en un manuscrit àrab trobat al Mont Sinai. A la primeria del se n'han trobat uns fragment en grec antic, l'Apocalipsi grega de Baruc. Cap del tres permet determinar com era el text original.

## Contingut
Encara que el Llibre de Jeremies canònic, presenta Baruc (‘el beneït’) com a secretari de Jeremies, l'Apocalipsi de Baruc el tracta, no sòls com a profeta, com al Llibre de Baruc, sinó que a més a més li atorga un paper encara més important que el de Jeremies.
Aquest llibre apocalíptic té un estil similar a les escriptures atribuïdes a Jeremies: una mescla d'oracions, lamentacions i visions. Els erudits el consideren com una reacció a la caiguda de Jerusalem i la destrucció del Temple de Jerusalem. Segons el text, els objectes sagrats del temple van ser rescatats per àngels i van ser conservats per quan el Temple sigui reconstruït.
La primera part del llibre tres dejunis, cada un seguit per tres visions i després per tres discursos al poble. Les visions són notables per la seva discussió de la teodicea, el problema del mal i un èmfasi en la predestinació. En els capítols 56 i 74, l'àngel Ramiel fa una interpretació messiànica de la visió de Baruc de «les aigües negres i les aigües blanques», al qual explica el sentit de la història del pecat i la redempció.
La segona part del text és una llarga carta de Baruc a «les nou i mitja tribus» (76-86), que explica la importància i la primacia de la Torà (llei jueva). Molts erudits pensen que originalment era un document separat.